# Stazione di Chiavenna
La stazione di Chiavenna è una stazione ferroviaria capolinea della ferrovia Colico-Chiavenna, a servizio dell'omonima città.

## Storia
La stazione fu aperta nel 1886 al completamento della linea proveniente da Colico.
Le ferrovie dello Spluga (per Coira) e del Maloja (per St. Moritz) – alla base del progetto complessivo iniziale, e poi riproposte nel tempo – non vennero però realizzate quando solo nel 1894, con l'apertura della tratta Colico-Bellano, il collegamento ferroviario Milano-Monza-Lecco-Colico-Chiavenna divenne completamente percorribile, mentre già dal 1 giugno 1882 da Milano si attraversava il Gottardo via Como-Chiasso.

## Strutture ed impianti
Il fabbricato viaggiatori è un edificio di una certa ampiezza, costruito in classico stile ferroviario.
La stazione conta 3 binari per il servizio passeggeri, serviti da due marciapiedi con pensiline collegati da un sottopassaggio. Fino al 2010 era utilizzato anche il binario 1 Tronco, a sud della stazione, chiamato così anche se tutti i binari sono di testa.
Ad oggi l'unico binario utilizzato è il binario 1, dove i treni di linea effettuano breve sosta prima di ripartire per Colico; talvolta si utilizza il binario 2, di corretto tracciato, solitamente in situazioni di ritardo.
In passato era presente una piccola rimessa locomotive a due binari; l'edificio esiste ancora oggi, inutilizzato.
In passato era presente anche uno scalo merci, con un magazzino merci di medie dimensioni con una grande tettoia, tipica delle stazioni di montagna.
Davanti alla stazione c'è un monumento che ricorda i caduti delle guerre con una statua scolpita in bronzo.
Oltre alla rimessa locomotive con 2 binari vi è anche un binario tronco di scalo non più utilizzato.

## Movimento
La stazione è capolinea dei treni regionali in servizio sulla tratta Colico-Chiavenna, a cadenza oraria. Nella stazione di Colico tali treni hanno coincidenza con i treni RegioExpress da e per Milano, Sondrio e Tirano. Nei giorni festivi è presente anche una coppia di treni regionali che collega direttamente Chiavenna con Milano Porta Garibaldi.